# 한국영화제작자협회
한국영화제작자협회(韓國映畵製作者協會)는 문화관광부장관의 허가(許可)를 받은(개정 영화법 제4조) 영화 제작을 업으로 하는 자들로 구성된 단체이다. 종래 한국영화제작자협회는 국산영화제작자들로 구성되었고, 한국영화 수입업자들은 자기들의 권익옹호를 위하여 한국영화 수출입업자협회를 별도로 조직하고 있었으나, 개정 영화법에 따르면 국산영화의 발전과 영화산업을 육성(育成)하기 위하여 극영화를 제작하는 영화제작자가 아니면(즉 한국영화제작작협회 회원이 아니면) 외국영화의 수입·추천을 받을 수 없게 되어, 이 두 단체, 즉 제협과 수출입협은 일원화되게 되었다.